# Hårteigen
Hårteigen is een karakteristieke berg in de Noorse provincie Vestland. Met een hoogte van 1690 m is het na de Sandfloeggi (1719 m) de hoogste berg in de Hardangervidda. Het is een restant van een oude bergkam. De Hårteigen is gevormd in de ijstijd: toen een gletsjer de rest van vidda uitsleet, bleef de Hårteigen over, omdat het harde graniet waar de berg uit bestaat moeilijker afsleet dan het gesteente eromheen.
De grijze granietkolos met steile wanden steekt ongeveer 300 m uit boven de omliggende hoogvlakte. Zijn hoedvormige silhouet is van verre goed te herkennen, wat hem tot de 'koning van de Hardangervidda' en herkenningspunt van de omgeving maakt. De berg is van het type inselberg.
|  |